# De Windhond (schip)
De Windhond was het schip waarmee Willem Barentsz op expeditie ging naar Oost-Indië maar strandde op Nova Zembla. 
Het schip was 25 meter lang en 5 meter breed. Het was gemakkelijk wendbaar en had de slaap- en leefruimte op het tussendek. Delen van het schip zijn gebruikt voor het bouwen van Het Behouden Huys voor de Overwintering op Nova Zembla.

## Replica
In Harlingen besloot men in 2010 een replica van het schip te bouwen. In 2018 werd de replica onder de naam Witte Swaen door prinses Margriet gedoopt en vervolgens te water gelaten.

## Naam
Witte Swaen is volgens de bouwers van de replica de originele naam van het schip van de ontdekkingsreiziger tijdens diens derde poging een zeeweg naar Indië te vinden via het noorden. Bekend is dat Barentsz' schip op de Tweede Noordreis Windhond heette. Dat staat in het journaal van die reis van Jan Huygen van Linschoten.